# Danh sách đô thị tại León

Bản đồ đô thị trong tỉnh León

Đây là danh sách các đô thị ở tỉnh León, thuộc cộng đồng tự trị Castile-Leon, Tây Ban Nha.
| Tên                           | Dân số (2002) |
| Acebedo                       | 282           |
| Algadefe                      | 344           |
| Alija del Infantado           | 949           |
| Almanza                       | 701           |
| La Antigua                    | 606           |
| Ardón                         | 705           |
| Arganza                       | 878           |
| Astorga                       | 12.329        |
| Balboa                        | 440           |
| La Bañeza                     | 10.227        |
| Barjas                        | 370           |
| Los Barrios de Luna           | 340           |
| Bembibre                      | 10.486        |
| Benavides                     | 3.032         |
| Benuza                        | 787           |
| Bercianos del Páramo          | 821           |
| Bercianos del Real Camino     | 208           |
| Berlanga del Bierzo           | 416           |
| Boca de Huérgano              | 593           |
| Boñar                         | 2.513         |
| Borrenes                      | 484           |
| Brazuelo                      | 349           |
| El Burgo Ranero               | 914           |
| Burón                         | 394           |
| Bustillo del Páramo           | 1.760         |
| Cabañas Raras                 | 1.293         |
| Cabreros del Río              | 552           |
| Cabrillanes                   | 1.095         |
| Cacabelos                     | 4.816         |
| Calzada del Coto              | 300           |
| Campazas                      | 153           |
| Campo de Villavidel           | 310           |
| Camponaraya                   | 3.256         |
| Candín                        | 423           |
| Cármenes                      | 411           |
| Carracedelo                   | 3.560         |
| Carrizo                       | 2.679         |
| Carrocera                     | 599           |
| Carucedo                      | 660           |
| Castilfalé                    | 102           |
| Castrillo de Cabrera          | 177           |
| Castrillo de la Valduerna     | 220           |
| Castrocalbón                  | 1.322         |
| Castrocontrigo                | 1.119         |
| Castropodame                  | 1.866         |
| Castrotierra de Valmadrigal   | 151           |
| Cea                           | 696           |
| Cebanico                      | 234           |
| Cebrones del Río              | 659           |
| Cimanes de la Vega            | 658           |
| Cimanes del Tejar             | 1.007         |
| Cistierna                     | 4.205         |
| Congosto                      | 1.753         |
| Corbillos de los Oteros       | 272           |
| Corullón                      | 1.190         |
| Crémenes                      | 919           |
| Cuadros                       | 1.730         |
| Cubillas de los Oteros        | 208           |
| Cubillas de Rueda             | 624           |
| Cubillos del Sil              | 1.563         |
| Chozas de Abajo               | 2.071         |
| Destriana                     | 804           |
| Encinedo                      | 1.004         |
| La Ercina                     | 692           |
| Escobar de Campos             | 77            |
| Fabero                        | 5.632         |
| Folgoso de la Ribera          | 1.297         |
| Fresno de la Vega             | 664           |
| Fuentes de Carbajal           | 125           |
| Garrafe de Torío              | 1.158         |
| Gordaliza del Pino            | 346           |
| Gordoncillo                   | 573           |
| Gradefes                      | 1.288         |
| Grajal de Campos              | 295           |
| Gusendos de los Oteros        | 195           |
| Hospital de Órbigo            | 1.116         |
| Igüeña                        | 1.851         |
| Izagre                        | 254           |
| Joarilla de las Matas         | 425           |
| Laguna Dalga                  | 916           |
| Laguna de Negrillos           | 1.454         |
| León                          | 135.794       |
| Lucillo                       | 500           |
| Luyego                        | 943           |
| Llamas de la Ribera           | 1.179         |
| Magaz de Cepeda               | 506           |
| Mansilla de las Mulas         | 1.779         |
| Mansilla Mayor                | 420           |
| Maraña                        | 172           |
| Matadeón de los Oteros        | 289           |
| Matallana de Torío            | 1.624         |
| Matanza                       | 290           |
| Molinaseca                    | 769           |
| Murias de Paredes             | 606           |
| Noceda del Bierzo             | 873           |
| Oencia                        | 468           |
| Las Omañas                    | 427           |
| Onzonilla                     | 1.507         |
| Oseja de Sajambre             | 331           |
| Pajares de los Oteros         | 339           |
| Palacios de la Valduerna      | 524           |
| Palacios del Sil              | 1.440         |
| Páramo del Sil                | 1.698         |
| Peranzanes                    | 334           |
| Pobladura de Pelayo García    | 542           |
| La Pola de Gordón             | 4.803         |
| Ponferrada                    | 64.010        |
| Posada de Valdeón             | 504           |
| Pozuelo del Páramo            | 605           |
| Prado de la Guzpeña           | 160           |
| Priaranza del Bierzo          | 926           |
| Prioro                        | 447           |
| Puebla de Lillo               | 693           |
| Puente de Domingo Flórez      | 1.943         |
| Quintana del Castillo         | 1.099         |
| Quintana del Marco            | 531           |
| Quintana y Congosto           | 760           |
| Regueras de Arriba            | 384           |
| Reyero                        | 157           |
| Riaño, Tây Ban Nha            | 584           |
| Riego de la Vega              | 1.089         |
| Riello                        | 962           |
| Rioseco de Tapia              | 543           |
| La Robla                      | 4.932         |
| Roperuelos del Páramo         | 774           |
| Sabero                        | 1.723         |
| Sahagún, León                 | 3.036         |
| San Adrián del Valle          | 143           |
| San Andrés del Rabanedo       | 25.288        |
| San Cristóbal de la Polantera | 1.036         |
| San Emiliano                  | 848           |
| San Esteban de Nogales        | 320           |
| San Justo de la Vega          | 2.196         |
| San Millán de los Caballeros  | 196           |
| San Pedro Bercianos           | 375           |
| Sancedo                       | 567           |
| Santa Colomba de Curueño      | 627           |
| Santa Colomba de Somoza       | 442           |
| Santa Cristina de Valmadrigal | 354           |
| Santa Elena de Jamuz          | 1.370         |
| Santa María de la Isla        | 665           |
| Santa María de Ordás          | 398           |
| Santa María del Monte de Cea  | 355           |
| Santa María del Páramo        | 3.163         |
| Santa Marina del Rey          | 2.507         |
| Santas Martas                 | 980           |
| Santiago Millas               | 323           |
| Santovenia de la Valdoncina   | 1.740         |
| Sariegos                      | 3.085         |
| Sena de Luna                  | 483           |
| Sobrado                       | 499           |
| Soto de la Vega               | 1.961         |
| Soto y Amío                   | 1.064         |
| Toral de los Guzmanes         | 678           |
| Toreno                        | 4.053         |
| Torre del Bierzo              | 3.011         |
| Trabadelo                     | 520           |
| Truchas                       | 714           |
| Turcia                        | 1.260         |
| Urdiales del Páramo           | 663           |
| Val de San Lorenzo            | 727           |
| Valdefresno                   | 1.824         |
| Valdefuentes del Páramo       | 417           |
| Valdelugueros                 | 439           |
| Valdemora                     | 113           |
| Valdepiélago                  | 402           |
| Valdepolo                     | 1.553         |
| Valderas                      | 2.067         |
| Valderrey                     | 626           |
| Valderrueda                   | 1.205         |
| Valdesamario                  | 258           |
| Valdevimbre                   | 1.155         |
| Valencia de Don Juan          | 4.141         |
| Valverde de la Virgen         | 4.309         |
| Valverde-Enrique              | 207           |
| Vallecillo                    | 162           |
| La Vecilla                    | 434           |
| Vega de Espinareda            | 2.834         |
| Vega de Infanzones            | 865           |
| Vega de Valcarce              | 850           |
| Vegacervera                   | 343           |
| Vegaquemada                   | 509           |
| Vegas del Condado             | 1.342         |
| Villablino                    | 13.336        |
| Villabraz                     | 139           |
| Villadangos del Páramo        | 995           |
| Villadecanes                  | 2.247         |
| Villademor de la Vega         | 443           |
| Villafranca del Bierzo        | 3.682         |
| Villagatón                    | 815           |
| Villamandos                   | 412           |
| Villamanín                    | 1.241         |
| Villamañán                    | 1.335         |
| Villamartín de Don Sancho     | 177           |
| Villamejil                    | 962           |
| Villamol                      | 237           |
| Villamontán de la Valduerna   | 1.068         |
| Villamoratiel de las Matas    | 174           |
| Villanueva de las Manzanas    | 576           |
| Villaobispo de Otero          | 685           |
| Villaornate y Castro          | 513           |
| Villaquejida                  | 1.066         |
| Villaquilambre                | 10.046        |
| Villarejo de Órbigo           | 3.356         |
| Villares de Órbigo            | 904           |
| Villasabariego                | 1.245         |
| Villaselán                    | 297           |
| Villaturiel                   | 1.798         |
| Villazala                     | 1.025         |
| Villazanzo de Valderaduey     | 688           |
| Zotes del Páramo              | 637           |